# 20ns Premis AVN
La cerimònia dels 20ns Premis AVN, presentada per Adult Video News (AVN), va tenir lloc l'11 de gener de 2003 al Venetian Hotel Grand Ballroom, a Paradise (Nevada). Durant la cerimònia, AVN va lliurar els Premis AVN en gairebé 90 categories en honor a les millors pel·lícules pornogràfiques estrenades entre l'1 d'octubre de 2001 i el 30 de setembre de 2002. La cerimònia va ser produïda per Gary Miller i dirigida per Mark Stone. El còmic Doug Stanhope va ser el prsentador de l'espectacle per primera vegada amb l'estrella de cinema per a adults Chloe.
The Fashionistas va guanyar 10 premis, incloent-hi la millor pel·lícula i la millor pel·lícula per a John Stagliano. Breathless i The Private Gladiator es van endur cadascun quatre trofeus, The Ass Collector i Perfect van guanyar tres premis cadascun i diverses pel·lícules més van guanyar dos premis cadascuna.

## Guanyadors i nominats
Els nominats pels 20ns premis AVN es van anunciar el novembre de 2002. The Fashionistas va liderar el camí amb 22, seguit de Paradise Lost amb 16, Les Vampyres 2 amb 14, Breathess amb 12 i Club Sin amb 11.
Els guanyadors es van anunciar durant la cerimònia de lliurament de premis l'11 de gener de 2003. Els 10 premis guanyats per The Fashionistas van ser un rècord de més premis en un sol film. La tercera victòria de Lexington Steele com a intèrpret masculí de l'any també va ser un rècord; anteriorment, ell, Rocco Siffredi i Tom Byron havien guanyat cadascun dos cops.

### Premis principals

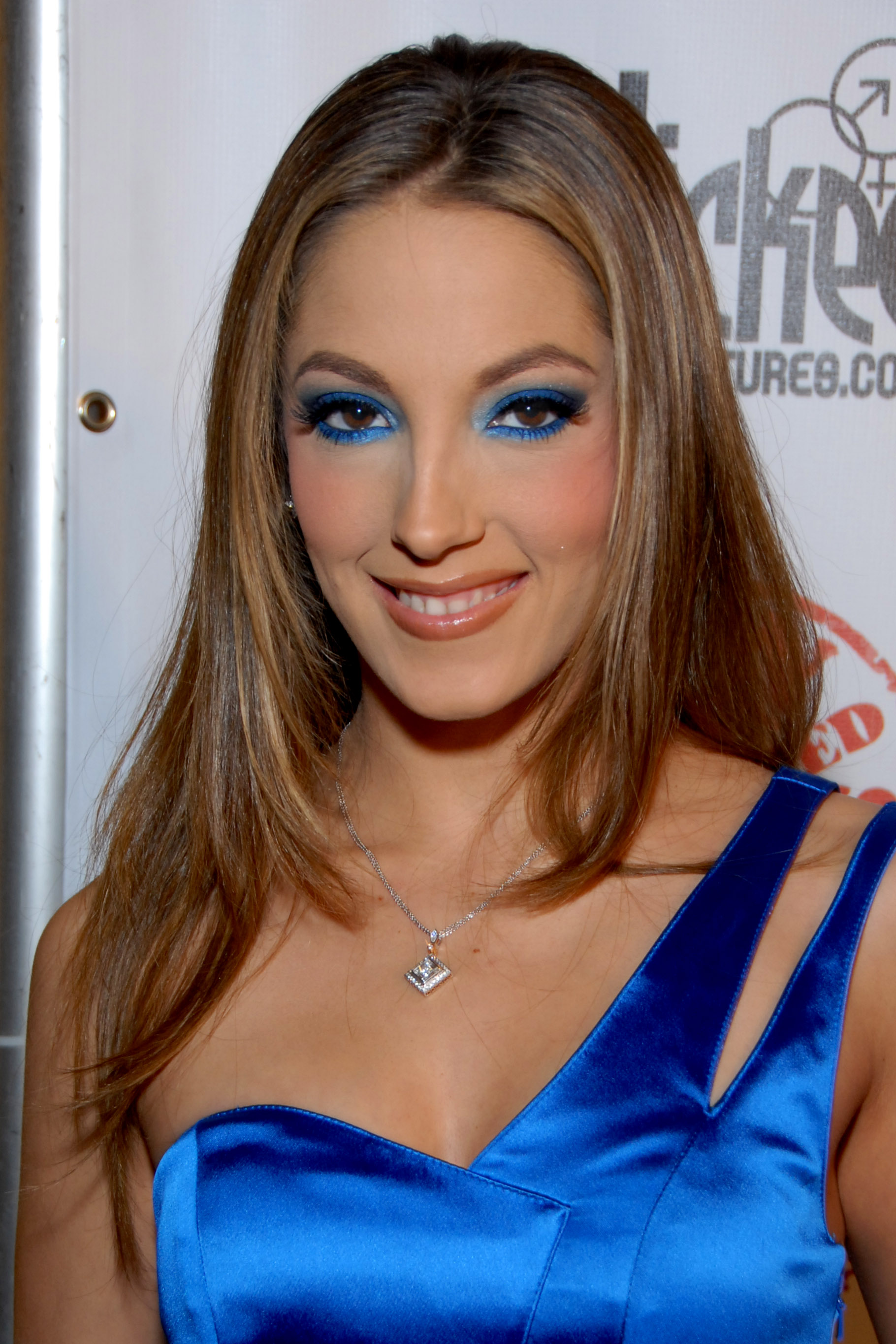
Jenna Haze, millor nova estrella

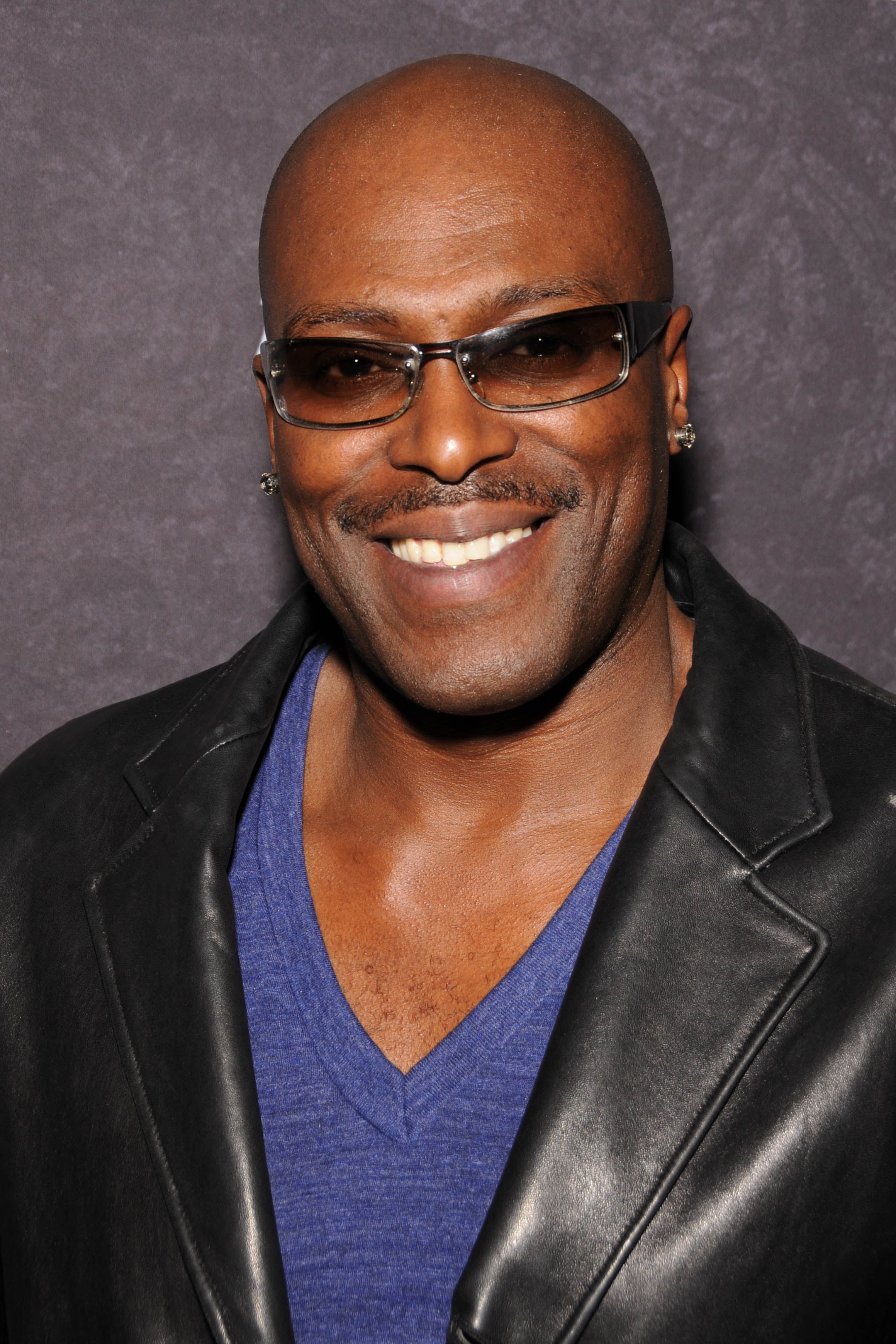
Lexington Steele, millor artista masculí

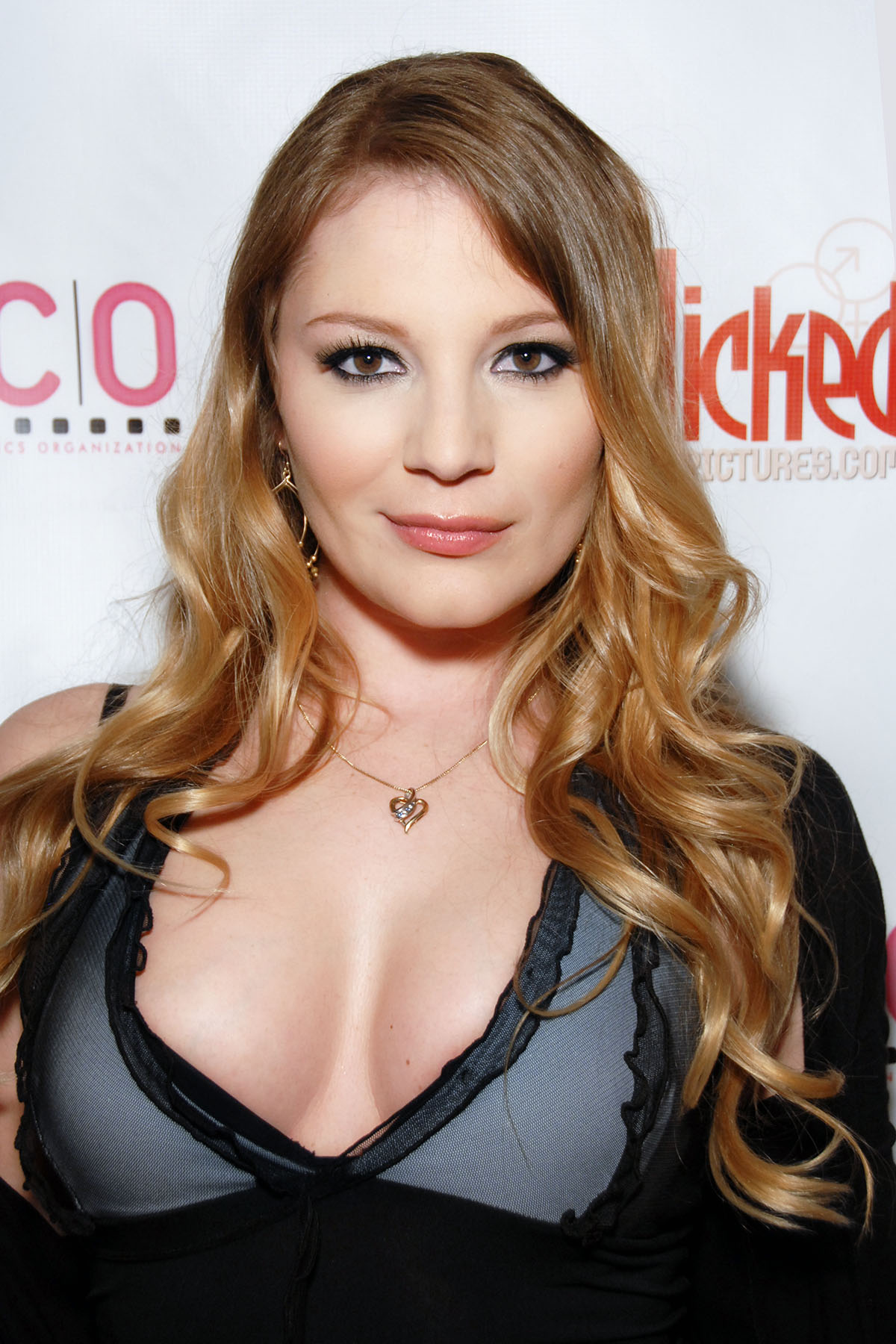
Aurora Snow, millor artista femenina

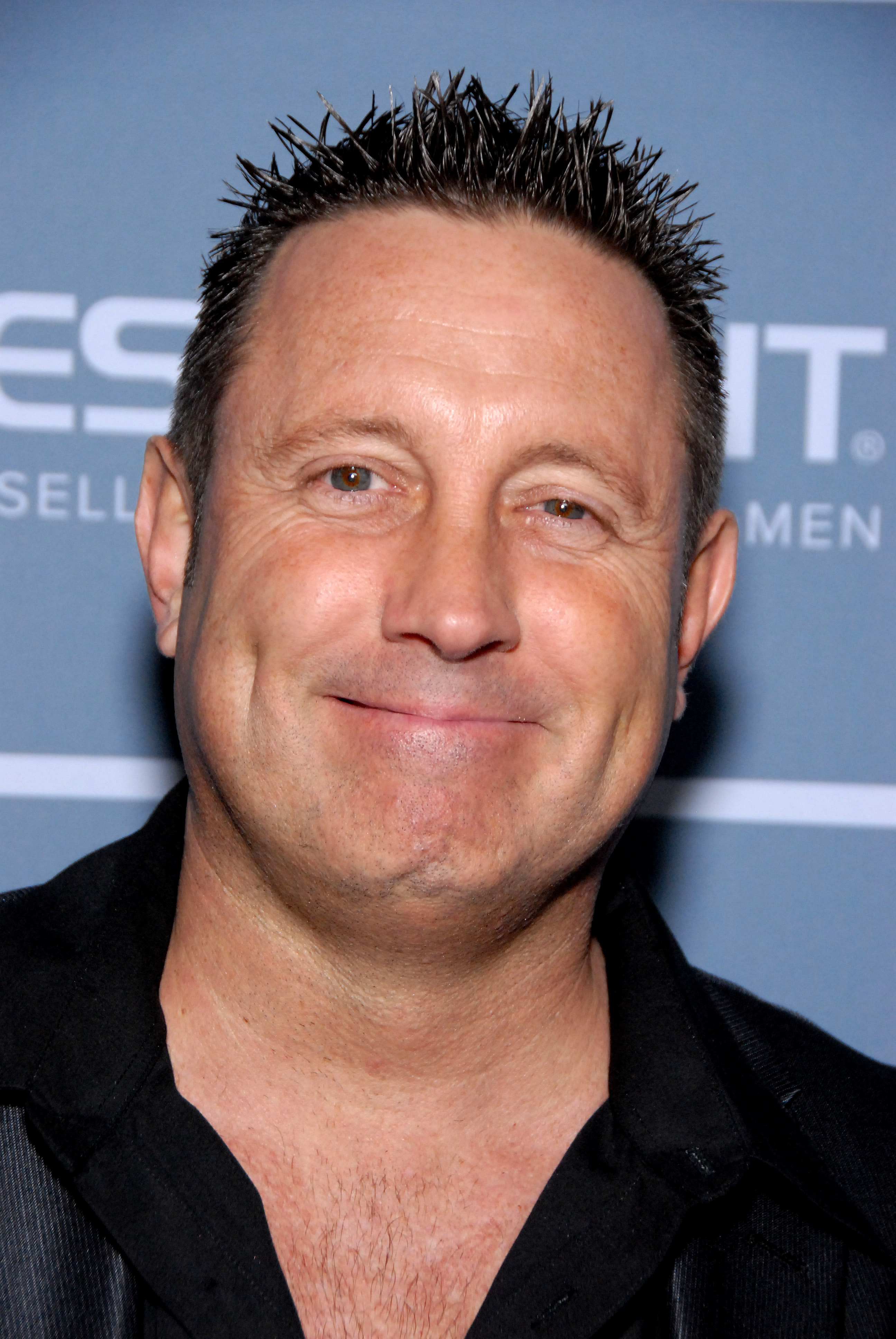
Brad Armstrong, millor actor—Pel·lícula i millor guió—Pel·lícula

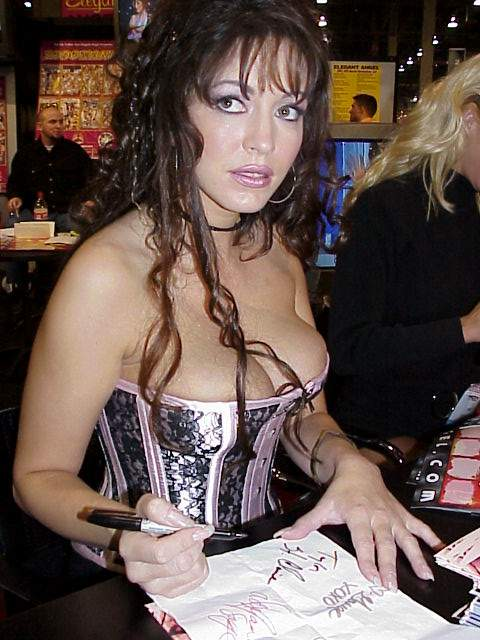
Taylor St. Claire, millor actriu—Pel·lícula

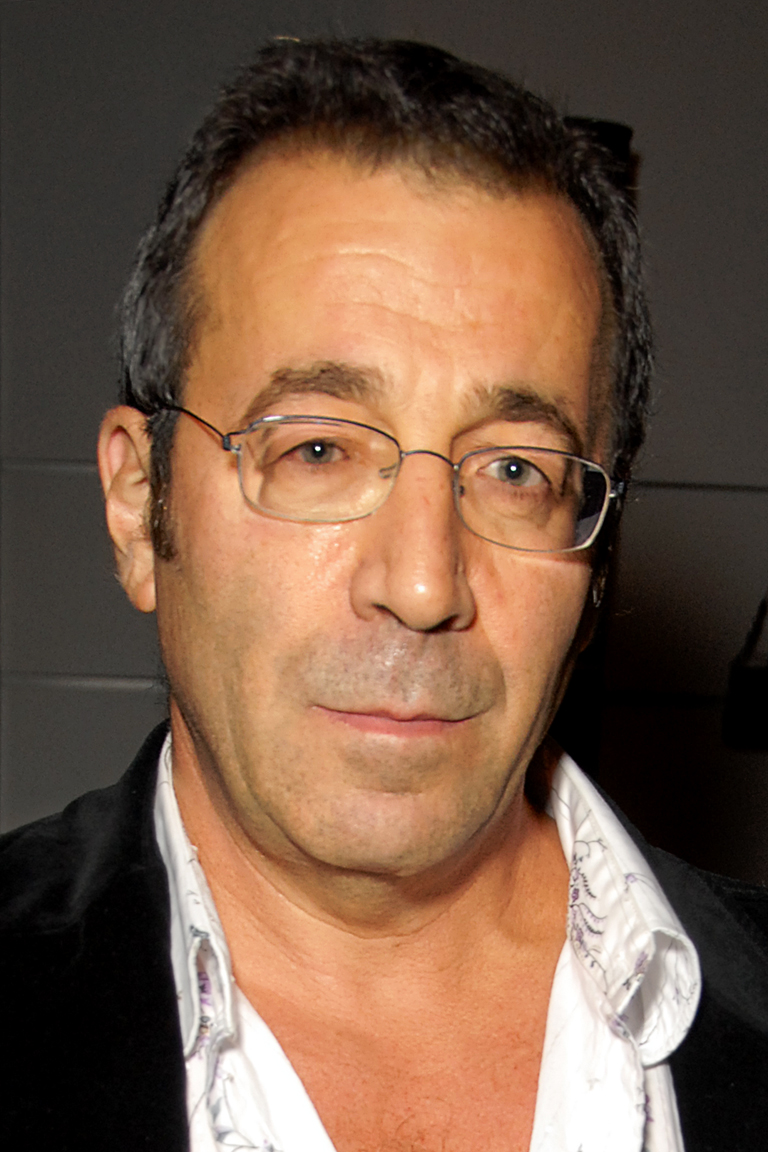
John Stagliano, Millor Director—Pel·lícula

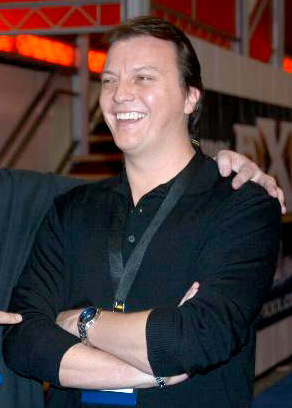
Jonathan Morgan, millor guió—Pel·lícula

Els guanyadors s'enumeren en primer lloc, es destaquen en negreta i s'indiquen amb una doble daga ().
| Millor pel·lícula | Millor vídeo |
| --- | --- |
| - The Fashionistas - America XXX - Falling From Grace - Heartbreaker - Les Vampyres 2 - Paying the Piper - Paradise Lost - Poison Angel - The Villa - Wifetaker | - The Ass Collector - Betrayed By Beauty - Big Bottom Sadie - Brazilian Snake 1 & 2 - Breathless - Club Sin - Colorblind - Crime and Passion - Heroin - Karma - Morning Star/Perfect Couple - Naked Eye - Perfect - Rush - Turning Point\| |
| Millor DVD | Millor nova estrella |
| - Euphoria - American Girls - The Ass Collector - Bad Wives 2 - Brazilian Snake 1 & 2 - Club Sin - Crime and Passion - Devon Stripped - Fade to Black - My Perfect 10s - Naked Eye - Naughty Bedtime Stories - The Private Gladiator: Collector's Limited Edition - Taboo 2001 - Turning Point - The Villa | - Jenna Haze - Sunrise Adams - Aria - Hannah Harper - Jewels Jade - Jassie - Kimmie Kahn - Carmen Luvana - Katie Morgan - Judy Star - Shyla Stylez - Felix Vicious - Lezley Zen |
| Premi a l’artista masculí de l'any | Premi a l’artista femenina de l'any |
| - Lexington Steele - Mark Davis - Dillon - Erik Everhard - Brandon Iron - Mr. Marcus - Wesley Pipes - Steven St. Croix - Michael Stefano - Evan Stone - Lee Stone - Brian Surewood | - Aurora Snow - April - Briana Banks - Belladonna - Calli Cox - Nikita Denise - Jewel De’Nyle - Jessica Drake - Devinn Lane - Jodie Moore - Obsession - Michele Raven - Olivia Saint - Nicole Sheridan - Taylor St. Claire - Sydnee Steele |
| Millor Actor—Pel·lícula | Millor actriu—Pel·lícula |
| - Brad Armstrong, Falling From Grace - John Decker, Love Games - Dillon, Poison Angel - Joel Lawrence, Les Vampyres 2 - Rocco Siffredi, The Fashionistas - Steven St. Croix, Paradise Lost | - Taylor St. Claire, The Fashionistas - Julia Ann, Paradise Lost - Sondra Hall, Poison Angel - Taylor Hayes, If You Only Knew - Raylene, Love Games - Sydnee Steele, Falling From Grace - Nici Sterling, Wifetaker - Syren, Les Vampyres 2 |
| Millor actor—Video | Millor actriu—Video |
| - Dale DaBone, Betrayed By Beauty - Brad Armstrong, Heroin - Steve Austin, Pleasureville 2: Shagnet - Baz, The Ozporns - Steve Holmes, Funky Fetish Horror Show - Julian, Naked Eye - Kris Knight, The Ass Collector - Joel Lawrence, Karma - Toni Ribas, The Private Gladiator - Randy Spears, Sex World 2002 - Steven St. Croix, Colorblind - Evan Stone, Breathless | - Devinn Lane, Breathless - Aria, Naked Eye - Kate Frost, Virgin Canvas - Ashlyn Gere, Crime and Passion - Hannah Harper, Role Models 2 - Kylie Ireland, One Sleepless Night, Wicked Pictures - Julie Meadows, Sex World 2002 - Alexa Rae, Karma - Raylene, Betrayed By Beauty - Sydnee Steele, Heroin - Gwen Summers, Double Vision - Ava Vincent, Heartbreaker |
| Millor director—Pel·lícula | Millor director—Video |
| - John Stagliano, The Fashionistas - Brad Armstrong, Falling From Grace - James Avalon, Les Vampyres 2 - Andrew Blake, The Villa - Kris Kramski, America XXX - Michael Raven, Paradise Lost - Paul Thomas, Wifetaker | - Michael Raven, Breathless - Rocco Siffredi, The Ass Collector (tie) - Nic Andrews, Rush - Patrick Collins, Big Bottom Sadie - Nic Cramer, Naked Eye - Red Ezra, Hearts & Minds - Veronica Hart, Crime and Passion - Cash Markman, Pleasureville 2: Shagnet - Jonathan Morgan, Turning Point - Michael Ninn, Perfect - Antonio Passolini, Club Sin - Simon Poe, La Casa de Mistress Isabella - Mike Quasar, Karma - Bobby Rinaldi, All Soaped Up - David Stanley, Morning Star/Perfect Couple - Pierre Woodman, Brazilian Snake 1 & 2 |
| Millor actriu secundària—Video | Millor estrena estrangera |
| - Sydnee Steele, Breathless - April, Something So Right - Violet Blue, Karma - Asia Carrera, My Father’s Wife - Nikita Denise, I Dream of Jenna - Wendy Divine, Jolean and the Pussycats - Haven, Out of Control 2 - Brooke Hunter, Sinful Rella - Devinn Lane, Turning Point - Aurora Snow, In & Out of Beverly Hills | - The Private Gladiator - Exxxplosion!!! - Faust: The Power of Sex - Funky Fetish Horror Show - Hot Frequency - Leg Love - The Necklace - Restitution |
| Millor vídeo de temàtica ètnica | Millor cinta gonzo |
| - Liquid City - Baby Girl 2 - Black & Wild 3 - Chica Boom 10 - Chillin' Wit Da Mack 4 - D.P.G.s—Double Penetration Girls - Freakazoids 2 - Little White Chicks, Big Black Monster Dicks 15 - My Baby Got Back 28 - My Thick Black Ass 5 - Premium Black Pussy Search 6 - Pretty Little Latinas 5 - Still Up in This XXX - Women of Color 3 | - Shane's World 29 - Balls Deep 5 - Ben Dover's Royal Reamers 2 - Buttman’s Anal Show 3 - Cum Drippers 1 - Francesca Lé's Flesh Fest - High Society’s Purely 18: Surfer Girls - Iron Maidens - Jules Jordan: Flesh Hunter - Lex the Impaler 2 - Midnight Angels 2 - Runaway Butts 5 - Service Animals 6 - The Voyeur 20 |
| Cinta més venuda | Cinta més llogada |
| - Briana Loves Jenna | - Briana Loves Jenna |
| Millor escena sexual de parella—Pel·lícula | Millor escena de sexe en grup—Pel·lícula |
| - Nikita Denise, Joel Lawrence, Les Vampyres 2 - Caroline Pierce, Manuel Ferrara, The Fashionistas - Taylor St. Claire, Rocco Siffredi, The Fashionistas - Adajja, Tony Tedeschi, Love Games - Julia Ann, Steven St. Croix, Paradise Lost | - Friday, Taylor St. Claire, Sharon Wild, Rocco Siffredi, The Fashionistas - Jessica Drake, Nicole Sheridan, Voodoo, Falling From Grace - Syren, Ava Vincent, Joel Lawrence, Les Vampyres 2 - April, Olivia Del Rio, Mr. Marcus, Paradise Lost - Dasha, Sharon Wild, Dillon, Take 5 - Dasha, Danny, Dillon, Pat Myne, Vision - Briana Banks, Chandler, Michele Raven, Cheyne Collins, Dale DaBone, Pat Myne, Vision - Daniella Rush, Victoria Styles, Steve Drake, Women of the World |
| Millor escena sexual de parella—Video | Millor escena de sexe oral—Video |
| - Alexa Rae, Lexington Steele, Lex the Impaler 2 - Amber Michaels, Frank Fortuna, Ass Worship 2 - Sydnee Steele, Steven St. Croix, Breathless - Michael Stefano, Jewel De'Nyle, Buttfaced! - Chloe, Pat Myne, Club Sin - Ashlyn Gere, Nick Manning, Crime and Passion - Jade-Blue Eclipse, Brian Surewood, Kung-Fu Girls | - Flick Shagwell, Gino Greco, Lady Fellatio in the Doghouse - Jana, Nacho Vidal, Blowjob Impossible 4 - Aurora Snow, Jay Ashley, Mark Ashley, Jules Jordan, Brett Rockman, Arnold Schwartzenpecker, Feeding Frenzy - Alexandra Quinn, Rafe, Johnny Thrust, Gag Factor 9 - Jewel De'Nyle, Steven St. Croix, I Dream of Jenna - Mason, Olivia Saint, Gino Greco, Kyle Stone, Lady Fellatio 2: Desperately Seeking Semen - Sydnee Steele, Brad Armstrong, My Father's Wife - Brie Brooks, Dante, Shut Up and Blow Me 30 - Amber Ways, Mark Ashley, Darren James, Tony Michaels, Throat Gaggers |
| Millor escena de sexe anal—Video | Millor escena de sexe All-Girl—Video |
| - Jewel De'Nyle, Lexington Steele, Babes in Pornland: Interracial Babes - Jade Marcella, Erik Everhard, Jules Jordan, Ass Worship - Lea DeMae, Michael Stefano, Buttfaced! 3 - Sandra, Steve Holmes, David Perry, Franco Roccaforte, Titus, Debauchery 12 - Monique, Byron Long, Wesley Pipes, DPGs—Double Penetration Girls - Brie Brooks, Mandingo, Wesley Pipes, Fresh Meat 13 - Kianna, Zana, Erik Everhard, Hot Bods and Tail Pipe 21 - Nikki Reed, George, Legal Skin 4 - Summer Storm, Tyce Bune, Mason's Dirty Trixxx - Jasmine Klein, Mickey G, Perverted Stories 33 - Aurora Snow, Jay Ashley, Erik Everhard, Pat Myne, Space Invaderz - Belladonna, Lexington Steele, Up Your Ass 19 - Brandy Starz, Dave Hardman, Pat Myne, White Trash Whore 24 - Jewels Jade, Dillon, Wildlife Anal Contest 2002 - Alexandra Quinn, Lee Stone, Where the Fuck's The G Spot? | - Autumn, Nikita Denise, Jenna Jameson, I Dream of Jenna - Wanda Curtis, Devinn Lane, After Hours - Jewel De'Nyle, Zana, Babes In Pornland: Busty Babes - April, Devinn Lane, Breathless - Briana Banks, Jenna Jameson, Briana Loves Jenna - Sindee Coxx, Kaylynn, Justine Romee, Buttslammers 21 - Ashlyn Gere, Gwen Summers, Club Sin - Jenna Haze, Inari Vachs, Dripping Wet Sex - Mandy Bright, Jazmin, Sophie Evans, Mia Stone, Faust: The Power of Sex - Jewel De'Nyle, Francesca Lé, Francesca Lé's Flesh Fest - Sky, Krystal Steal, Four Finger Club 21 - Asia Carrera, Sydnee Steele, My Father’s Wife - Chandler, T. J. Hart, Brooke Hunter, Kitty Marie, No Man's Land 35 - Alexis Amore, Friday, Still Up in This XXX - Kristina Black, Daisy Chain, Lola, Misty, Shelbee Myne, Aurora Snow, Gwen Summers, The Violation of Aurora Snow |

### Guanyadors de premis addicionals
Aquests premis es van anunciar, però no es van presentar, en un segment pregravat només per a guanyadors que es mostra als monitors de vídeo de la sala de ball durant l'esdeveniment. Es van lliurar trofeus als guanyadors fora de l'escenari:
- Premi Nus de Vídeo per Adults: The Amazing Norma Stitz
- Millor pel·lícula All-Girl: The Violation of Aurora Snow
- Millor sèrie All-Girl: The Violation Of...
- Millor escena de sexe All-Girl—Pel·lícula:  Belladonna, Taylor St. Claire, The Fashionistas
- Millor DVD All-Sex DVD: Breakin' 'Em In 2
- Millor vídeo All-Sex: Bring 'Um Young 9
- Millor vídeo alternatiu: DreamGirls: Real Adventures 37
- Millor escena de sexe anal—Pel·lícula: Kate Frost, Rocco Siffredi, The Fashionistas
- Millor pel·lícula de temàtica anal: Buttfaced! 3
- Best millor sèrie de temàtica anal: Ass Worship
- Millor direcció artística—Pel·lícula: Kris Kramski, America XXX
- Millor direcció artística—Video: David Lockard, Hearts & Minds
- Millor concepte de coberta de caixa: Autumn Haze vs. Son of Dong
- Millor fotografia: Andrew Blake, The Villa
- Millor estrena clàssica en DVD: Pretty Peaches 2
- Millor sèrie de continuació en vídeo: Naked Hollywood
- Millor Director—Estrena estrangera: Antonio Adamo, The Private Gladiator
- Millor Director—No pel·lícula: Jim Powers, Perverted Stories 35
- Millor autoria de DVD: Wicked Pictures DVD
- Millor extres DVD: Euphoria, Wicked Pictures DVD
- Millor menús DVD: The Private Gladiator: Collector's Limited Edition
- Millor embalatge de DVD: The Private Gladiator: Collector's Limited Edition, Private Media
- Millor muntatge—Pel·lícula: Tricia Devereaux, John Stagliano, The Fashionistas
- Millor muntatge—Video: Ethan Kane, Perfect
- Millor sèrie de temàtica ètnica: Chica Boom
- Millor sèrie de vinyetes estrangera: Euro Angels Hardball
- Millor cinta de vinyetes estrangera: Hustler XXX 11
- Millor sèries gonzo: The Voyeur
- Millor escena de sexe en grup—Video: Angel Long, Jay Ashley, Pat Myne, Assficianado
- Millor DVD interactiu: Virtual Sex With Janine
- Millor nouvingut masculí: Nick Manning
- Millor música: Various Artists, America XXX
- Millor actuació no sexual—Pel·lícula o Video: Tina Tyler, The Ozporns, VCA Pictures[3]
- Millor escena de sexe oral—Pel·lícula: Belladonna, Rocco Siffredi, The Fashionistas
- Millor pel·lícula de temàtica oral: Throat Gaggers
- Millor sèrie de temàtica oral: Gag Factor
- Millor campanya de màrqueting global—Imatge de l'empresa: Digital Playground, Wicked Pictures (tie)
- Millor campanya de màrqueting global: títol o sèrie individual: Paradise Lost, Sin City Films
- Millor embalatge: Hearts & Minds, New Sensations
- Millor sèrie Pro-Am o Amateur: The Real Naturals
- Millor cinta Pro-Am o Amateur: NYC Underground: Times Square Trash Vol. 2
- Millor guió—Pel·lícula: Daniel Metcalf, Brad Armstrong, Jonathan Morgan, Falling From Grace
- Millor guió—Video: Michael Raven, Devan Sapphire, Breathless
- Millor comèdia sexual: Kung-Fu Girls
- Millor escena de sexe en una producció de filmació estrangera: Veronica B., Cindy, Henrietta, Karib, Katalin, Monik, Nikita, Niky, Sheila Scott, Petra Short, Stella Virgin, Rocco Siffredi, The Ass Collector
- Millor escena de sexe en solitari: Jenna Haze, Big Bottom Sadie
- Millors efectes especials: Ninnwerx, Perfect
- Millor cinta especialitzada—Pit Gran: Heavy Handfuls
- Millor cinta especialitzada—BDSM: Ivy Manor 5
- Millor cinta especialitzada—Fetitx de peu: Barefoot Confidential 15
- Millor cinta especialitzada—Altres gèneres: Internal Affairs 5
- Millor cinta especialitzada—Spanking: Stocking Strippers Spanked 2
- Millor actor secundari—Pel·lícula: Mr. Marcus, Paradise Lost
- Millor actor secundari—Video: Randy Spears, Hercules
- Millor actriu secundària—Pel·lícula: Belladonna, The Fashionistas
- Millor actuació en tease: Belladonna, The Fashionistas
- Millor cinta transsexual: Rogue Adventures 16
- Millor videografia: Perfect, Michael Ninn
- Millor cinta de vinyeta: Mason's Dirty Trixxx
- Millor sèrie de vinyeta: Barely Legal
- Intèrpret estranger femení de l'any: Rita Faltoyano
- Intèrpret estranger masculí de l'any: Rocco Siffredi
- Millor escena sexual escandalosa: "Autumn Haze's Big Dick", Autumn Haze vs. Son of Dong[3]

### Premis AVN honoraris

#### Premi Reuben Sturman
- Mel Kamins, General Video Cleveland[3]

#### Premi especial reconeixement en DVD
- Wadd: The Life and Times of John C. Holmes, Cass Paley, VCA Interactive[3]

#### Saló de la Fama
Membres del Saló de la Fama de l'AVN per a l'any 2003 són: T. T. Boy, Mark Davis, Felecia, Dave Hardman, Heather Hunter, Jill Kelly, Chasey Lain, Madison, Jonathan Morgan, Alex Sanders, Julian St. Jox, Kirdy Stevens, Tony Tedeschi, Teri Weigel

### Múltiples nominacions i premis
Les següents estrenes foren les més nominades.
| Nominacions | Pel·lícula            |
| ----------- | --------------------- |
| 22          | The Fashionistas      |
| 16          | Paradise Lost         |
| 14          | Les Vampyres 2        |
| 12          | Breathless            |
| 11          | Club Sin              |
| 10          | Falling From Grace    |
| 10          | The Private Gladiator |
| 9           | America XXX           |
| 9           | Heartbreaker          |
| 9           | Karma                 |
| 9           | Turning Point         |

Les següents 13 estrenes van rebre múltiples premis:
| Premis | Pel·lícula                   |
| ------ | ---------------------------- |
| 10     | The Fashionistas             |
| 4      | Breathless                   |
| 4      | The Private Gladiator        |
| 3      | The Ass Collector            |
| 3      | Perfect                      |
| 2      | America XXX                  |
| 2      | Autumn Haze vs. Son of Dong  |
| 2      | Briana Loves Jenna           |
| 2      | Euphoria                     |
| 2      | Falling From Grace           |
| 2      | Hearts and Minds             |
| 2      | Paradise Lost                |
| 2      | The Violation of Aurora Snow |

## Informació de la cerimònia
AVN va crear diverses categories noves per a la presentació de premis de l'any. Entre ells: Millor escena de sexe oral—vídeo, Millor debutant masculí, Millor director—no llargmetratge, Intèrpret estranger masculí de l'any i Intèrpret estranger femení de l'any.
L'espectacle es va gravar per a una emissió posterior i VCA Pictures va emetre un DVD del programa de premis.

### Representació de les pel·lícules de l'any
Briana Loves Jenna es va anunciar com la pel·lícula més venuda de la indústria del cinema per a adults i també la pel·lícula més llogada de l'any anterior.